# تيري كوران (لاعب كرة قدم)
تيري كوران (بالإنجليزية: Terry Curran)‏ هو لاعب كرة قدم بريطاني، ولد في 29 يونيو 1940 في ستينز في المملكة المتحدة، وتوفي في مايو 2000 في ريدنغ في المملكة المتحدة. لعب مع توتنهام هوتسبير ونادي برينتفورد ونادي كيترينغ تاون.